# Caroline Norton
Pour les articles homonymes, voir Norton.
Caroline Elizabeth Sarah Norton, née Sheridan (22 mars 1808 – 15 juin 1877), est une pamphlétaire, poétesse, écrivain, compositrice et féministe britannique. Son divorce d'avec un mari alcoolique et violent illustre la dépendance juridique de la femme dans la Grande-Bretagne victorienne d'alors, puisque, lors d'un procès contre son mari, elle ne peut aller en justice qu'en étant représentée par ce même mari.

## Biographie
Fille de Thomas Sheridan (militaire) (en) et de Caroline Henrietta Callander (en),, elle perd son père en 1817 en Afrique du Sud où il servait en tant que gouverneur (Colonial Secretary) au Cap de Bonne-Espérance. Elle se retrouve alors pratiquement sans le sou, comme le reste de sa famille. Frédéric d'York, un ami de son grand-père, installe la famille dans un appartement du château de Hampton Court où ils restent pour quelques années.
En 1827, elle épouse George Chapple Norton (en), barrister (avocat) et député de Guilford et le plus jeune frère du baron Grantley (en). George Chapple Norton se révèle rapidement être un mari jaloux et possessif, ainsi qu'un ivrogne brutal ; le mariage tourne rapidement à l'aigre du fait des actes de maltraitance, tant physiques que psychologiques, auxquels se livre George Norton sur sa femme. Le fait que sa carrière de barrister soit un échec n'arrange pas les choses, et les deux époux se querellent souvent pour des questions d'argent.
Au cours des premières années du mariage, Caroline Norton se sert de sa beauté, de son esprit et de ses relations pour recevoir chez elle de nombreuses personnalités. Elle compte notamment parmi ses amis des célébrités du monde politique et littéraire telles que Samuel Rogers, Edward Bulwer-Lytton, Edward John Trelawny, Abraham Hayward, Mary Shelley, Fanny Kemble, Benjamin Disraeli, le futur roi Léopold I de Belgique et William Cavendish (6e duc de Devonshire),,.

## Contributions au féminisme
Dans les années 1830, son mari alcoolique et violent, ouvre une procédure de divorce. Cette affaire se fait de plus en plus retentissante puisqu'elle jette la lumière sur une des principales failles du système juridique britannique à l'époque georgienne : les femmes n'ayant aucune existence juridique, elles ne peuvent exister en justice qu'au travers de leur mari. Dans une procédure de divorce donc, l'épouse n'est nullement représentée. Aussi, le contrat qu'avait signé Caroline Norton avec son mari pour préciser les conditions financières de leur séparation fut invalidé et elle fut interdite de voir ses enfants par son ex-mari.
Usant de ses nombreuses relations dans ses campagnes politiques, notamment en écrivant une lettre à la reine Victoria, elle contribue à la promulgation du Custody of Infants Act (1839) par lequel les femmes divorcées pouvaient être autorisées par le juge à voir leurs enfants. Plus tard, en 1857, et toujours grâce à son influence au Parlement, une loi fut promulguée pour rendre le divorce plus accessible et établir un contrat de mariage, le Matrimonial Causes Act suivi du Married Women's Property Act en 1870, qui autorise les femmes à conserver une partie de leurs biens au moment du divorce. Elle travaille en collaboration avec la suffragette activiste Barbara Bodichon.
Bien que Norton se soit battue pour accroître les droits des femmes devant la loi, elle ne s'est pas impliquée davantage dans le militantisme social ou dans le mouvement des femmes du 19e siècle comme le droit de vote des femmes. En fait, dans un article publié dans The Times en 1838, contrant une affirmation selon laquelle elle était une « radicale », Norton déclare « La position naturelle de la femme est l'infériorité par rapport à l'homme. Amen! C'est une chose qui relève de Dieu et non du choix de l'homme. Je le crois sincèrement, dans le cadre de ma religion. Je n'ai jamais prétendu à la doctrine sauvage et ridicule de l'égalité. ».

## Œuvres

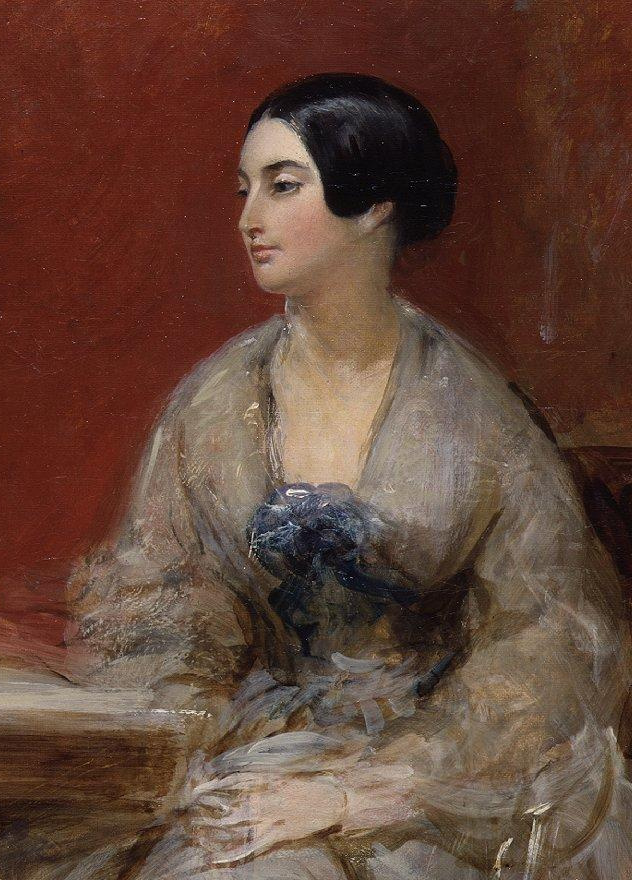
Caroline Norton, détail d'un portrait par Frank Stone, vers 1845.

### Pamphlets
- 1837 Separation of Mother and Child by the Laws of Custody of Infants Considered
- 1836 A Voice from the Factories
- 1839 A Plain Letter to the Lord Chancellor on the Infant Custody Bill
- 1848 Letters to the Mob
- 1854 English Laws for Women in the Nineteenth Century
- 1855 A Letter to the Queen on Lord Chancellor Cranworth's Marriage & Divorce Bill
- 1857 A Review of the Divorce Bill of 1856, with propositions for an amendment of the laws affecting married persons

### Poèmes (quelques)
- 1829 :
  - The Sorrows of Rosalie: A Tale with Other Poems
  - I Do Not Love Thee
  - The Cold Change
- 1830 :
  - The Undying One and Other Poems
  - The Faithless Knight
- 1840 The Dream and Other Poems
- 1845 The Child of the Islands
- 1847 :
  - Aunt Carry's Ballads for Children
  - Bingen on the Rhine, John Walker & Co., undated.
- 1859 The Centenary Festival
- 1862 The Lady of La Garaye

### Romans
- 1825 The Dandies Rout
- 1835 The Wife, and Woman's Reward
- 1851 Stuart of Dunleath
- 1863 Lost and Saved
- 1866 Old Sir Douglas

### Théâtre
- 1830 :
  - The Gypsy Father
  - Vathek (d'après le roman de William Beckford)